# Dissidência Universitária de São Paulo
A Dissidência Universitária de São Paulo (DISP) foi uma organização que surgiu de uma dissidência surgida no Partido Comunista Brasileiro (PCB) em 1966. Sua duração foi muito breve, existindo até 1968. Foi uma atitude de características urgentistas, que o PCB sempre alertou. Sua formação se dava no Comitê Universitário do Partido em São Paulo. As divergências eram superficiais, até que a organização reconheceria a sugestão de apoio a algumas candidaturas do MDB (Movimento Democrático Brasileiro) nas eleições. Porém, antes disso, em 1967, a DISP era totalmente contrária as resoluções do VI Congresso do Partidão e a organização decidiu criar uma revista chamada "Tema de Debates". 
O trabalho da DISP no meio universitário conseguiu uma façanha: quebrar a hegemonia da AP (Ação Popular) nas eleições da União Estadual dos Estudantes. Seu principal líder era o então estudante José Dirceu. Em 1968 a organização foi bastante eficaz, mas teve seus trabalhos resumidos ao Estado de São Paulo, ao lado de outras organizações às vezes mais amplas, tais como: ALN (Aliança Libertadora Nacional), MR-8 (Movimento Revolucionário 8 de Outubro), VPR (Vanguarda Popular Revolucionária) e COLINA. 
Mesmo antes do AI-5 houve a desintegração da DISP pela carência de uma orientação mais profunda para seus militantes. Após o Ato nº 5 a organização não conseguiu superar o atual quadro político e seus membros migraram para a ALN e para a VPR. Naquele cerco impulsionado pelo AI-5, a DISP teria como resultado de um tiroteio a perda de um de seus mais destacados dirigentes: Fernando Borges de Paula Ferreira (Fernando Ruivo), e ainda a morte sob tortura, no CODI do Rio de Janeiro, de um importante líder estudantil: Chael Charles Schreler. Porém os dois morreram quando já se encontravam na VAR-Palmares (Vanguarda Armada Revolucionária Palmares), depois de terem passado pela VPR.